# キュンキュン
キュンキュンとは、主に少女の恋愛において、胸の中心部に息苦しい感覚を覚えるなど、精神状態が通常と異なった状態に陥っていることを表す擬態語。萌え萌えキュンキュン、と同語反復されることもある。

## メディアでの使用
メイド喫茶以外では、アダルトゲームの主題歌・挿入歌などで、歌詞やセリフ・合いの手として「キュンキュン」が多用される。
ホラーサスペンスゲーム『ひぐらしのなく頃に』のシナリオでもこの用語が使用された。
秋葉原のメイド喫茶「@home cafe」のメイドで構成されたアイドルグループ「完全メイド宣言」が「新人メイドは胸胸きゅんきゅ～ん」と言うタイトルの歌を発表している。
テレビアニメ『キミとアイドルプリキュア♪』では、この言葉を冠したプリキュア「キュアキュンキュン」が登場する。